# 闞朝璽
闞朝璽（かん ちょうじ）は、清末民初の軍人、政治家。北京政府奉天派と満州国に属した。名は後に潮洗（ちょうせん）と改名。字は子珍。

## 事績

### 奉天派での活動
初めは学問を志し、錦州中学堂で学んだ。しかし、科挙廃止などで状況が変わり、1906年（光緒32年）、張作霖の巡防営で司書、書記長となる。1913年（民国2年）、奉天陸軍講武堂歩兵科を卒業した。以後、第27師少校参謀、軍官団教育長などを歴任している。1918年（民国7年）、砲兵第27団団長から奉天陸軍第2混成旅旅長に昇進した。翌民国8年（1919年）、吉長鎮守使を兼任している。1920年（民国9年）、東省鉄路護路軍総司令も兼任した。
1921年（民国9年）、闞朝璽は洮遼鎮守使兼暫編第1混成旅旅長となった。1922年（民国11年）、第1次奉直戦争に参戦し、奉天派自体は惨敗したが、闞率いる第1混成旅は善戦して張作霖の評価を得ている。その後、洮遼鎮守使の管轄地域に戻り、軍隊の訓練と管轄地域の産業振興に尽力して、直隷派への報復を目指した。1924年（民国13年）、闞は東北陸軍第3師師長に昇進し、さらに熱河都統を兼ねた。しかし熱河都統としての闞は、アヘン栽培の大規模推進、熱河興業銀行からの紙幣大量発行を通して、自軍の拡張と私腹を肥やすばかりであった。
1925年（民国14年）11月の郭松齢の張作霖に対する兵変では、闞朝璽は傍観してどちらのためにも動こうとしなかった。このため、郭の兵変が鎮圧された直後に、闞は熱河都統から罷免されてしまう。1927年（民国16年）春、闞は安国軍大元帥府軍政執法処処長に就任した。またこの頃に、羅振邦と共に日本へ実業視察に赴いている。6月に奉天派が敗北し、張作霖が爆殺されると解職され、後に大連に逃げ込んでいる。

### 満州国での活動

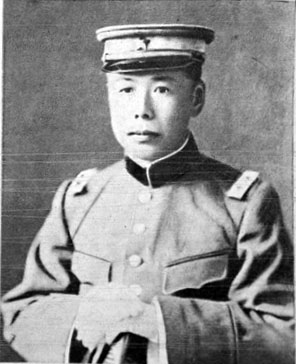
第2次奉直戦争時の闞朝璽

1931年（民国20年）9月25日、袁金鎧・于沖漢・闞朝璽ら9名は関東軍司令官本庄繁から奉天地方維持委員会委員に任命された。28日、袁・闞・趙欣伯の3人が協議し、奉天地方維持委員会で遼寧（奉天）省政府の機能を代行することにつき決定した。しかし12月15日に臧式毅が奉天省政府主席として決定された際には、闞は事前に何ら知らされなかったこともあって、臧の下に付くことに不満を唱えた。ついには闞が何らかの策謀を企てたと日本側に判断され、先手を打った日本軍憲兵に拘束されてしまう。翌1932年2月28日に、一切の政治活動を行わないことを誓わされた上で釈放された。また、これを機に闞潮洗と改名している。
満州国建国後の1933年（大同2年）、闞潮洗は満州中央銀行監事に就任した。1937年（康徳4年）4月21日に同行副総裁へ、さらに1940年（康徳7年）5月3日に同行総裁へ昇進した。1943年（康徳10年）5月2日、任期満了に伴い総裁の地位から退いた（後任は西山勉）。満州国滅亡後に国民政府が瀋陽を接収すると、闞は国民政府の下で活動している。しかし中華人民共和国建国後の1951年、人民政府当局により反革命運動従事の罪で逮捕、処刑された。享年68。

## 注
1. ↑  汪・王（2000）、206-209頁。
2. 1 2 3 4 5  徐主編（2007）、2821頁。
3. ↑  汪・王（2000）、209-211頁。
4. ↑  汪・王（2000）、211-212頁。
5. ↑  「奉天維持委員会 本庄司令官から委嘱」『東京朝日新聞』昭和6年（1931年）9月25日。なお中国側資料では闞朝璽が「副委員長」に就任したと記述するものもあるが、正式に「副委員長」という肩書きを有していたかは不詳（後述の『東京朝日新聞』昭和6年（1931年）12月18日記事は、闞の肩書きを「委員」としている）。ただし委員会設立当初は、袁（後に「委員長」に就任）とほぼ同格扱いで闞が地方維持委員会の重要決定に関わっていたことは明らかである。
6. ↑  趙欣伯は当初の地方維持委員会委員9名には含まれていない。翌月、奉天市長に就任。
7. ↑  「地方維持委員会で遼寧省政権を代行」『東京朝日新聞』昭和6年（1931年）9月28日。
8. ↑  「闞朝璽氏 拘禁さる 策謀暴露で」『東京朝日新聞』昭和6年（1931年）12月18日。
9. ↑  「闞朝璽氏釈放 新国家の要職に返り咲きか」『読売新聞』昭和7年（1932年）2月29日。
10. ↑  汪・王（2000）、212頁。
11. ↑  「満州中銀副総裁 闞朝璽氏に決定」『東京朝日新聞』昭和13年（1938年）4月22日。
12. ↑  「満州中銀正副総裁更迭発令」『東京朝日新聞』昭和15年（1940年）5月4日。
13. ↑  「満州中銀総裁 西山氏に決定」『朝日新聞』昭和18年（1943年）5月3日。
14. ↑  汪・王（2000）、212-213頁。